# Metavonones glaber
Metavonones glaber is een hooiwagen uit de familie Cosmetidae.